# 京町
京町為臺灣日治時期臺北市之行政區，共分一～四丁目，位於臺北城內、本町之西。戰後劃入城中區，今屬臺北市中正區。今博愛路、開封街一段、武昌街一段、永綏街、沅陵街各一部均在町內，博愛路在當時名為「京町通」。此外，開封街一段名為「寶通」、漢口街一段名為「中通」、武昌街一段名為「春日通」、永綏街名為「公會堂通」、沅陵街名為「都通」。

## 町內設施
- 台北郵便局（四丁目，現台北郵局）